# Traversari
Els Traversari foren una família güelfa de Ravenna, notable ja al segle xi amb nombrosos càrrecs locals, entre ells els principals del comú de Ravenna, i que van exercir el poder senyorial del 1218 al 1240 i el poder de fet del 1248 al 1275.
A la guerra del 1218 el güelf Pietro Traversari, va derrotar a les faccions dels Uberini i els Mainardi i es va proclamar senyor; el 1226 a la seva mort el va succeir el seu fill Paolo que va lluitar contra l'emperador Frederic II que finalment el 1240 va entrar a Ravenna i va deposar Paolo Traversari. El bisbe Felip no va poder tornar a la ciutat fins al 1243.
El Papa va recuperar Ravenna el 1248. Els Traversari i Alberic i Guido Polentani, que havien estat expulsats pels imperials a la Pulla, van poder tornar el 1248 i van entrar al consell del comú que de fet fou dirigit pels Traversari aliats als Polentani. El 28 de setembre de 1270 va morir el bisbe Felip encarregant un bon repartiment del poder entre Traversari i Polentani, però el 1275, Guiu Menor Polentani, cap d'una branca dels Polentani, amb l'ajut dels Malatesta de Rímini, es va imposar i va assolir la senyoria. Els Traversari van intentar una contrarevolució però foren derrotats i expulsats de la ciutat.

## Senyors de Ravenna
- Pietro Traversari 1218-1225
- Paolo Traversari 1225-1240
- Domini imperial 1240-1248